# Landesbetrieb für Küstenschutz, Nationalpark und Meeresschutz Schleswig-Holstein

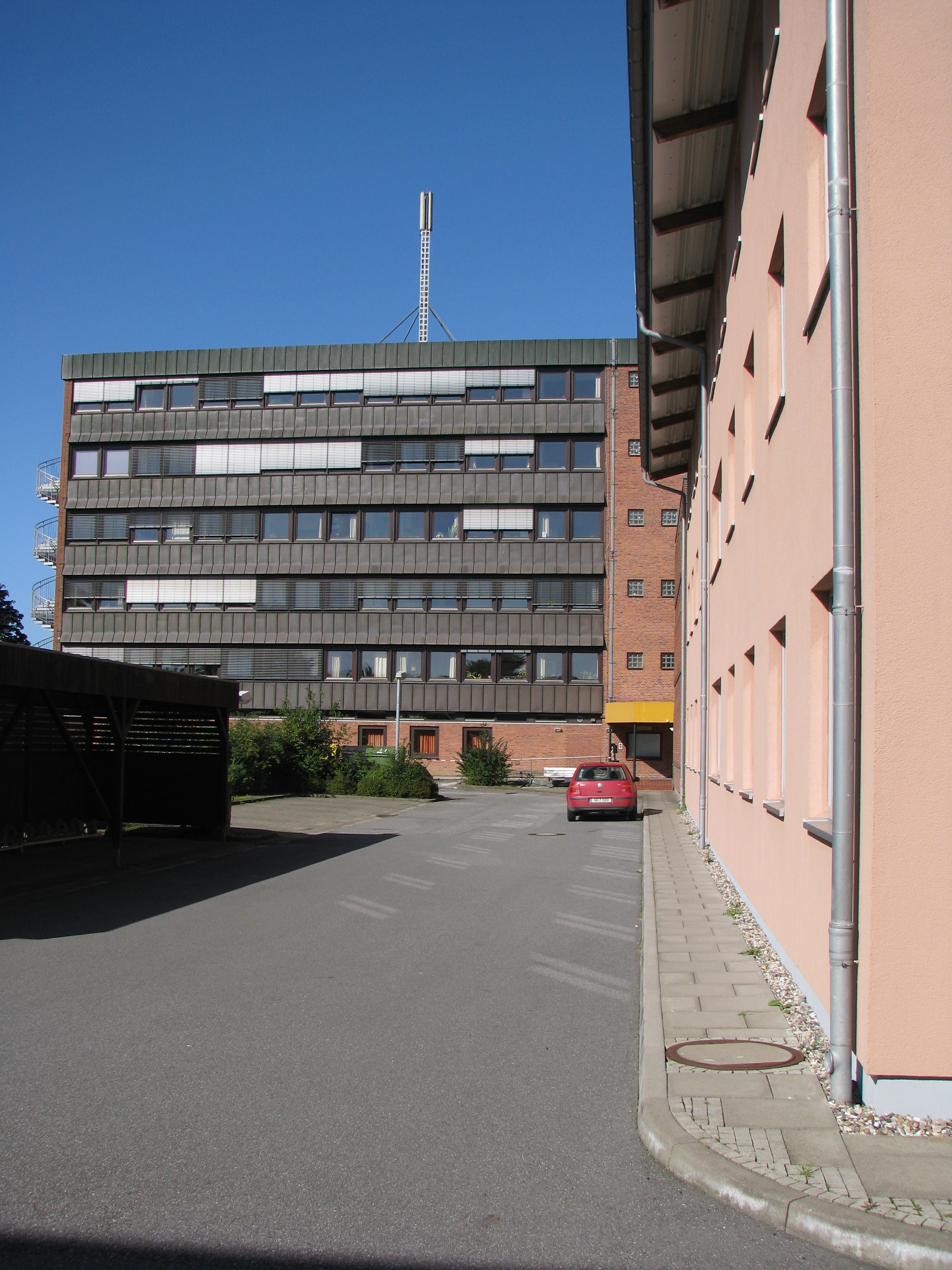
Hauptsitz des Landesbetriebs in Husum (Rückseite)

Der Landesbetrieb für Küstenschutz, Nationalpark und Meeresschutz Schleswig-Holstein LKN.SH ist eines der Exekutivorgane als Landesoberbehörde im Geschäftsbereich des Ministeriums für Energiewende, Klimaschutz, Umwelt und Natur des Landes Schleswig-Holstein (MEKUN) des Landes Schleswig-Holstein. 2008 löste es das Amt für ländliche Räume (ALR) ab.

## Geschichte
Der LKN.SH ist aus Teilen der ehemaligen Ämter für ländliche Räume Husum (ALR Husum), Kiel (ALR Kiel) und Lübeck (ALR Lübeck), dem Landesamt für den Nationalpark Schleswig-Holsteinisches Wattenmeer (Nationalparkamt – NPA), der Nationalpark Service gGmbH (NPS gGmbH) und den wasserwirtschaftlichen Teilen der Staatlichen Umweltämter Schleswig (StUA Schleswig) und Itzehoe (StUA Itzehoe) hervorgegangen.
Mit der Umstrukturierung führte die damalige CDU/SPD-Landesregierung eine Budgetplanung ein, die die Möglichkeit der Rücklagenbildung, die Verwendung des kaufmännischen Rechnungswesens (Doppik) und ein bewertendes Controlling umsetzte. Erhofft wurden sich zudem Synergieeffekte durch gemeinsame Nutzung von Infrastruktur und Betriebsmitteln, beim quantitativen gewässerkundlichen Mess- und Beobachtungsdienst für Küstengewässer, Binnengewässer und Grundwasser, bei der Bekämpfung von Meeresverschmutzungen mit einem zentralen Stab und bei Planung und Durchführung von Baumaßnahmen sowie Betrieb von Küstenschutzanlagen.

## Aufgaben und Zuständigkeiten
Der Landesbetrieb gliedert sich in fünf Geschäftsbereiche, deren Mitarbeiter auf 37 Standorte verteilt sind. Betriebssitz des Landesbetriebes ist Husum; Betriebsstätten befinden sich in Itzehoe, Kiel und Tönning. Weitere Standorte sind die fünf Baubetriebe des LKN.SH in Niebüll, auf Nordstrand, im Meldorfer Hafen, in Itzehoe und in Kiel, sowie Bauhöfe und Lagerplätze sowie Informationszentren (Multimar Wattforum u. a.)
Der LKN.SH ist als untere Küstenschutzbehörde für die Überwachung des Zustandes der Küstenschutzanlagen verantwortlich. Es führt gewässerkundliche Messungen sowohl in den Küstengewässern als auch an Binnengewässern und Grundwassermessstellen durch. Der LKN.SH ist für die Planfeststellung bzw. Plangenehmigung von Anlagen im Küstenbereich zuständig, soweit nicht die Zuständigkeit der obersten Küstenschutzbehörde (Ministerium) gegeben ist. Auch in den Verfahren der obersten Küstenschutzbehörden führt der LKN.SH die Anhörungsverfahren durch. Der Landesbetrieb kümmert sich um die Bau- und Unterhaltungsaufgaben an den Landesschutzdeichen, den Regionaldeichen sowie den in diesen Deichen vorhandenen Bauwerken. Bei Förderungen des Landes von Küstenschutzprojekten übernimmt der LKN.SH die Prüfung der Wirtschaftlichkeit und Zweckmäßigkeit der beantragten Vorhaben.
Zur Durchführung seiner Aufgaben unterhält das LKN.SH unter anderem das Forschungsschiff Haithabu.

### Nationalpark Schleswig-Holsteinisches Wattenmeer

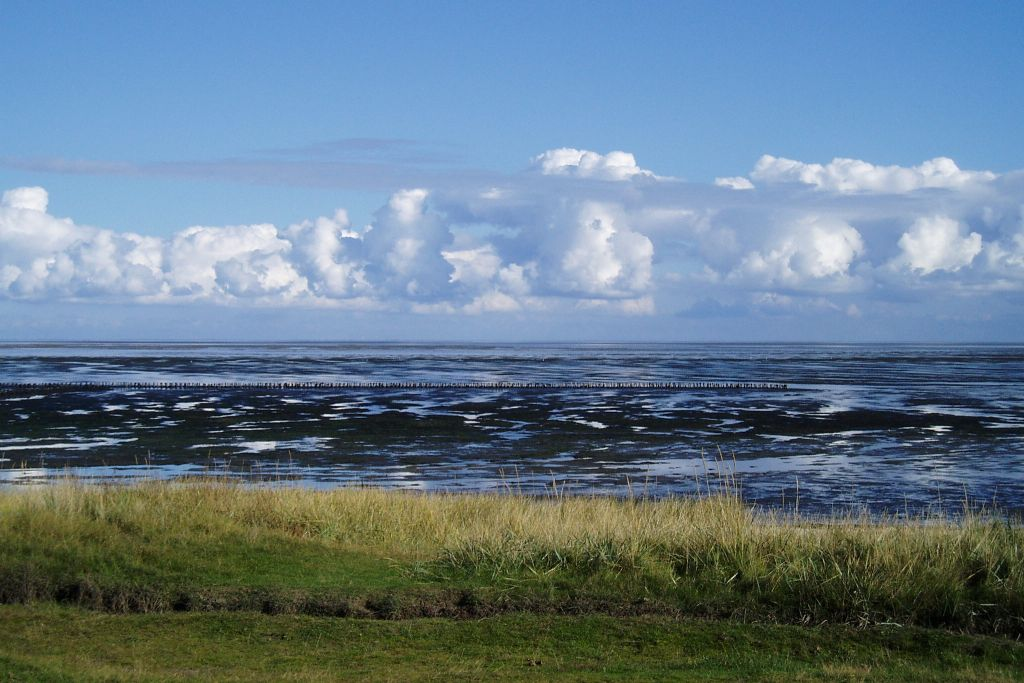
Wattenmeer bei Keitum

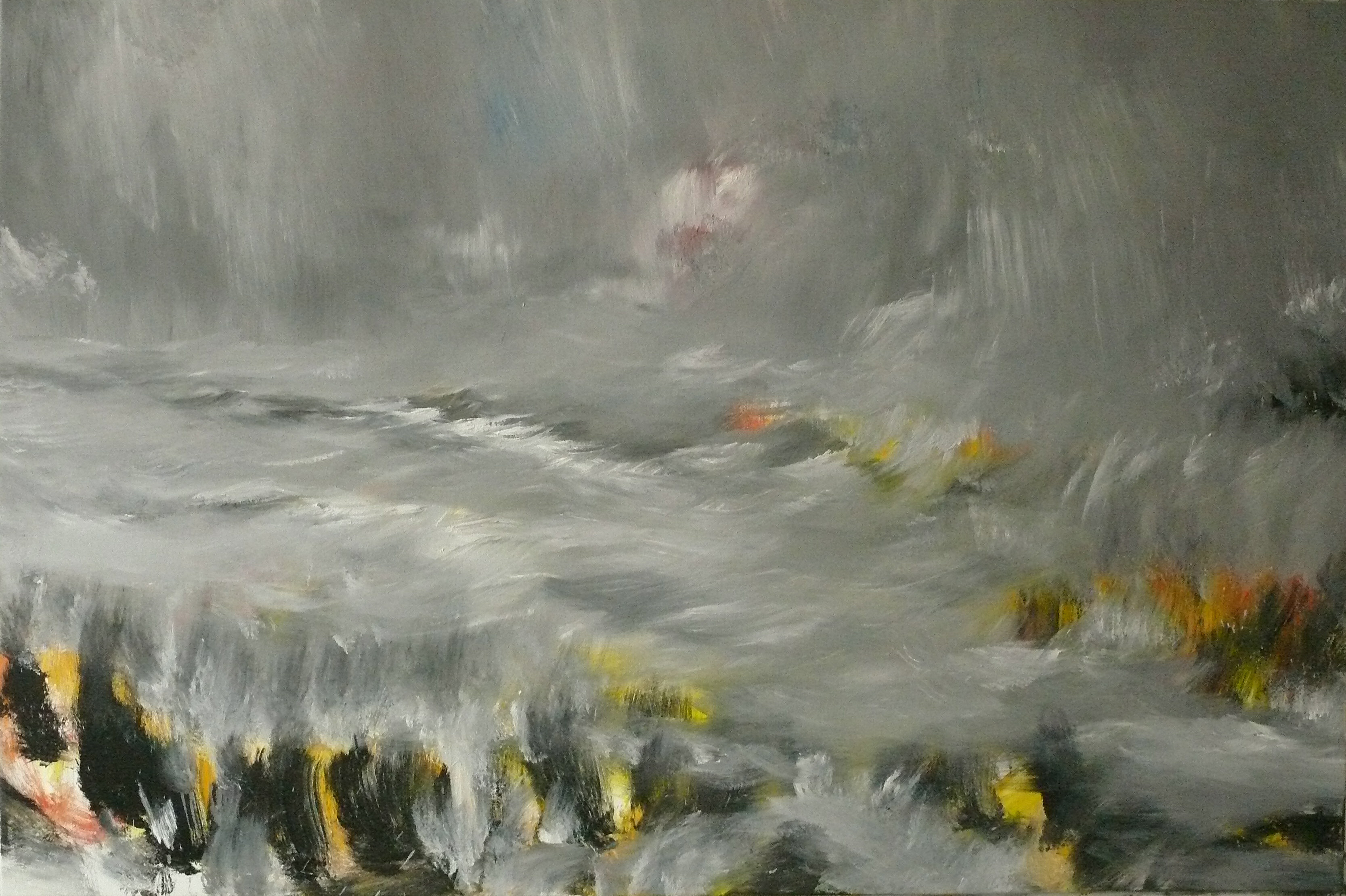
„Küste – Farbige Buhnen“ Ölgemälde von Ingo Kühl, 2011, Besitz Nordfriesland Museum. Nissenhaus Husum

Der Nationalpark Schleswig-Holsteinisches Wattenmeer ist einer von 15 Nationalparks in Deutschland und der größte zwischen dem Nordkap und Sizilien. Er ist eines der vogelreichsten Gebiete Europas und in seinen Salzwiesen leben hunderte Pflanzen- und Tierarten, die nur in diesem Lebensraum vorkommen.

### Häfen
Häfen, Schifffahrt und Wasserstraßen spielen in Schleswig-Holstein eine zentrale Rolle. Rund 25 Prozent der deutschen Reedereien haben hier ihren Sitz. Fähr- und Frachtlinien insbesondere aus Kiel, Puttgarden und Lübeck erschließen den gesamten Ostseeraum. Diese überregional bedeutsamen Häfen bedienen den zunehmenden Verkehr in die nordischen Länder, ins Baltikum sowie in die Russische Föderation.
Der LKN.SH betreibt die landeseigenen Häfen in Husum, Büsum, Tönning, Friedrichskoog, Glückstadt und Friedrichstadt an der Nordseeküste. Diese kleinen Häfen dienen im Wesentlichen der regionalen Wirtschaft sowie dem Ausflugsverkehr und der Versorgung der Inseln und Halligen.

### Wasserwirtschaft
Schleswig-Holstein ist das einzige deutsche Bundesland zwischen zwei Meeren: An der Nord- und Ostsee weist es insgesamt eine Küstenlänge von rund 1200 Kilometern auf. Die Länge der Bäche und Flüsse summiert sich auf etwa 30.000 Kilometer. Hinzu kommen 300 Seen sowie 55 oberflächennahe Grundwasserkörper.
Der gewässerkundliche Mess- und Beobachtungsdienst misst an den Küsten und im Binnenland vor allem Wasserstände, Seegang und Strömungen an landesweit mehr als 1600 Messstationen. Veränderungen im Küstenraum werden mit vier Vermessungsschiffen und durch Befliegungen mit Laserscantechnik oder von Messtrupps festgestellt. Mit Hilfe der gewonnenen Daten werden Küstenschutzkonzepte erarbeitet.
Eine Vielzahl von Daten werden landesweit erfasst und in Informationssystemen für weitere Nutzungen bereitgestellt. Damit soll auch rechtzeitig und verlässlich vor Sturmfluten und Hochwasser gewarnt werden können. Der LKN errechnet und modelliert Deichhöhen, es werden Strukturveränderungen des Strandes und Meeresbodens ermittelt sowie langfristige Veränderungen des Meeresspiegels und der Sturmfluthäufigkeit festgestellt.

## Politik
Die Zusammenlegung der verschiedenen Behörden 2008 war begleitet von internen Diskussionen um die neue Rolle der Fachbereiche innerhalb des LKN.SH. Das im LKN.SH aufgegangene Nationalparkamt fürchtete um die politische Unabhängigkeit in Naturschutzfragen, speziell durch Interessenskonflikte mit dem Küstenschutz.